# Центар за воћарство и виноградарство у Чачку
Центар за воћарство и виноградарство у Чачку настао је у 19. веку, изградњом старе управне зграде 1898. године, која представља споменик културе од 2001. године.
Расадник је подигнут у периоду од 1898—1900. године. Из расадника се центар развио у складу са Законом о унапређењу воћарства и виноградарства. У питању је комплекс сачињен од стакленика, расадника, стамбених и пословних зграда. Стара управна зграда изграђена је 1898. године и представља прву зграду те врсте у Србији. Године 1947. изграђена је нова управна зграда.
Управна зграда изграђена је у стилу касне модерне. Зграда је симетрична и складних пропорција, у основи правоугаоног облика са два истурена бочна крила. Низ аркада одваја улазни трем од приступног степеништа. Изнад улазног трема налази се балкон првог спрата који се простире целом дужином фасаде. Типично за стил модерне, кровови су равни са степенасто профилисаним кровним венцима. Густо распоређени прозори су најчешће двокрилни.